# Steinberg (Wiehengebirge)
Der Steinberg ist ein 140 m ü. NHN hoher Berg im Wiehengebirge südöstlich von Bramsche-Engter in Niedersachsen.

## Lage
Der bewaldete Steinberg ist Teil des lang gestreckten und fast durchgängig bewaldeten Wiehengebirges. Westlich (Schleptruper Egge) und östlich (Icker Egge) finden sich auf dem Hauptkamm nicht weit entfernte Berge, die ähnlich hoch oder höher als die Steinberg sind. Nach Norden schließt sich der Höhenzug Kalkrieser Berg an. Nach Norden, Osten und Westen grenzen Oberläufe des Schleptruper Mühlenbachs (im Unterlauf als Ahrensbach bezeichnet) den Hauptkamm des Wiehengebirges vom nördlich vorgelagerten Kalkrieser Berg, vom Osnabrücker Hügelland im Süden und der sich westlich im Verlauf des Hauptkammes anschließenden Schleptruper Egge ab. Die genannten Bäche entwässern das Gebiet fast vollständig in die Hase und letztlich in die Ems. Im Nordwesten, beim unmittelbar an den Steinberg angrenzenden Evinghausen-Uptrup, werden kleinere Teile des Gebietes über den Venner Mühlenbach entwässert, der zum Flusssystem Weser zählt. Unmittelbar westlich des Gipfels verläuft die Weser-Ems-Wasserscheide. In Tal östlich des Steinbergs queren die L 78 und – bereits am Westhang der Schleptruper Egge – die BAB 1 das Wiehengebirge. Nach Osten ist die Trennlinie zur Icker Egge kaum wahrnehmbar. Hier wird die kaum wahrnehmbare Trennung zur Icker Egge hin durch die L 87 bzw. das Quellgebiet des Bruchbachs (ebenfalls Teil des Haseflusssystems) markiert. Insgesamt wird der Steinberg dadurch auf den ersten Blick als kaum markanter Gipfel wahrgenommen. Seine langgestreckte Egge ist zwar deutlich Teil des Hauptkammes des Wiehengebirges, insbesondere von Norden, Süden und Osten aus gesehen erscheint der Steinberg aber als unscheinbarer Rücken zwischen Schleptruper Egge und Icker Egge bzw. als weiterer unscheinbarer Hügel in der Fortsetzung des Osnabrücker Hügellandes mit seinen kaum niedrigeren Hügeln im Süden zum sogar etwas höheren Kalkrieser Berg im Norden. Verstärkt wird dieser Eindruck durch die vom Piusberg bei Wallenhorst und der Schmittenhöhe im Norden reichende ununterbrochene Bewaldung. Dass der Steinberg überhaupt – im Gegensatz zu vielen namenlosen Kuppen der Gegend – einen Namen trägt, mag auf die prominente Lage bei Uptrup und den dort ehemals betriebenen Steinbruch im Steinberg zurückzuführen sein.

## Tourismus
Am Südwesthang liegt am Oberlauf des Mühlenbachs die abgegangene Wittekindsburg.
Über den Gipfel verlaufen der Wittekindsweg, der Bersenbrücker-Land-Weg, der Birkenweg, der DiVa Walk und der E11. Das Tal zwischen Steinbrink und Schleptruper Egge am Durchbruch des Mühlenbachs durch den Hauptkamm südlich Engter-Mühlenort ist ein ausgesprochener Kreuzungspunkt mehrerer überregionaler Wanderwege. Zusätzlich zu den oben genannten Wegen treffen sich hier Hünenweg, der Pickerweg und die Via Baltica. Wanderer, die dem Wittekindsweg und dem E11 folgen müssen Richtung Osnabrück in Mühlenort den Hauptkamm des Wiehengebirges verlassen und Richtung Süden „abbiegen“. Wanderer, die dem Hauptkamm weiter folgen wollen, wechseln auf den Hünenweg, der Richtung Westen dem Hauptkamm bis zum Stichkanal Osnabrück folgt.